# 電磁裝甲

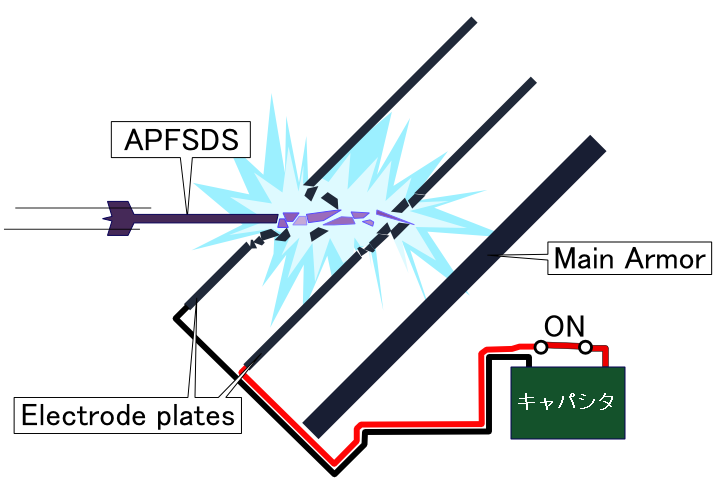
被動式電流型

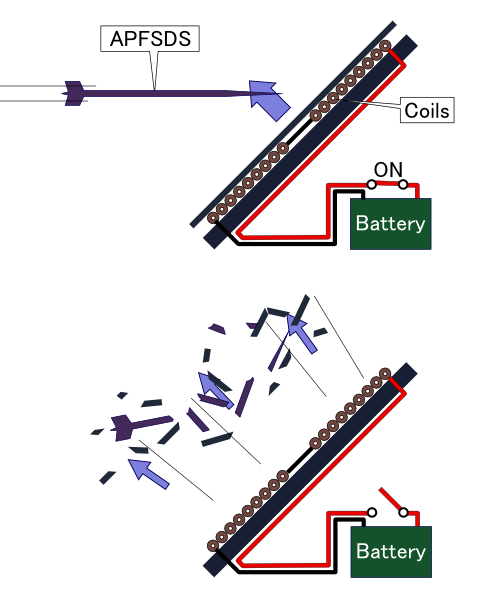
主動式磁浮彈射型

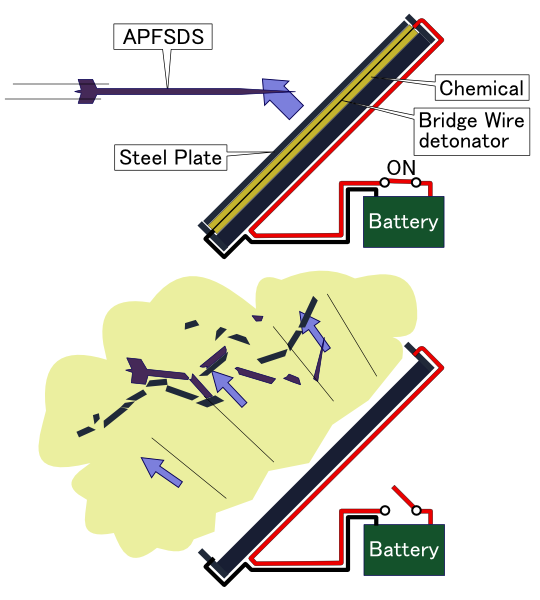
主動式炸藥彈射型

電磁裝甲是21世紀後出現的主力戰車領域防禦概念，目前處於研發階段，尚未有實際應用，可分为被动式电磁装甲与主动式电磁装甲两种概念，主要是透過電磁力增加裝甲的防護力削減敵方砲彈造成的殺傷。有使主装甲厚度大为减少，从而使坦克总重量减轻和防禦更強力砲彈的種種潛力，所以成為新興國防科技的熱點。
80年代美国加州的麦克斯韦（Maxwell）实验室已經开始了研究电磁装甲概念，但是當時科技受限，障礙極大，多數停留在紙上概念階段。到了1992年波灣戰爭和冷戰後時代，美國陆军实验室在给国会的21项《国防部关键技术计划》中將電磁裝甲提上加強力度研發項目中。到21世紀後種種科技發展進步，使電磁裝甲逐漸有可行度，但需消耗大量的电能，而储备电能的装置将体积庞大，這是目前無法克服的難關。

## 被动式电磁装甲
被动式概念為兩片間隔距離的裝甲板各自通電，成為兩極，當穿甲彈熱金屬流衝入時等於接通電路，大电流脉冲通过金属射流，引起射流的磁流体力学的不稳定噴散造成其殺傷力減弱，對翼稳脫殼穿甲彈也有一些干擾削弱效果。依供電點位置又分成集中式和分散式兩種。

## 主动式电磁装甲
主动式概念為車上載有某種感應器，當感應到砲彈接近時，電腦自動啟動將外層鋼板（或某種攔截物）通電透過電磁力彈射出去，打飛或打偏來襲砲彈，一切都在很短距離和很短時間發生，又稱為磁浮裝甲，類似磁浮列車的原理但是排斥的不是列車而是裝甲板和敵方砲彈。另一種主动式概念為不透過電磁力彈射鋼板而使用通電引爆夾層間的易爆化學品達成，製造工程上比較接近現行的反應裝甲科技，耗電量也較小，但是反應速度和耗材成本上有較大難關要克服。